# Relación de desmonte
En la minería a cielo abierto, la relación de desmonte o relación de desbroce se refiere a la cantidad de desmonte (o sobrecarga) que debe eliminarse para liberar una cantidad determinada de mineral. Es un número o relación que expresa la cantidad de desmonte extraído por unidad de mineral. Las unidades de la relación de desbroce pueden variar según el tipo de mina. Por ejemplo, en la minería de carbón, la relación de desbroce se suele expresar como volumen/peso. Mientras que en la minería de metales, la relación de desbroce no tiene unidades y se expresa como peso/peso. La relación de desmonte puede expresarse como una relación o como un número.
Es común que la relación de desmonte del rajo final se utilice como indicador del valor económico de una mina a cielo abierto. Esto se debe a que la eliminación de desbroce representa un costo para la mina, mientras que la extracción de mineral genera ingresos. La relación de desmonte se utiliza comúnmente como un método rápido para evaluar el valor de una mina o de un diseño. Una relación de desmonte alta no es deseable, ya que indica que se deben mover grandes cantidades de desmonte para acceder al mineral. Sin embargo la utilización de la relación de desmonte tiene la desventaja en que no considera el valor del mineral por lo que se puede complementar introduciendo la ley promedio del mineral formando el llamado índice de desmonte.

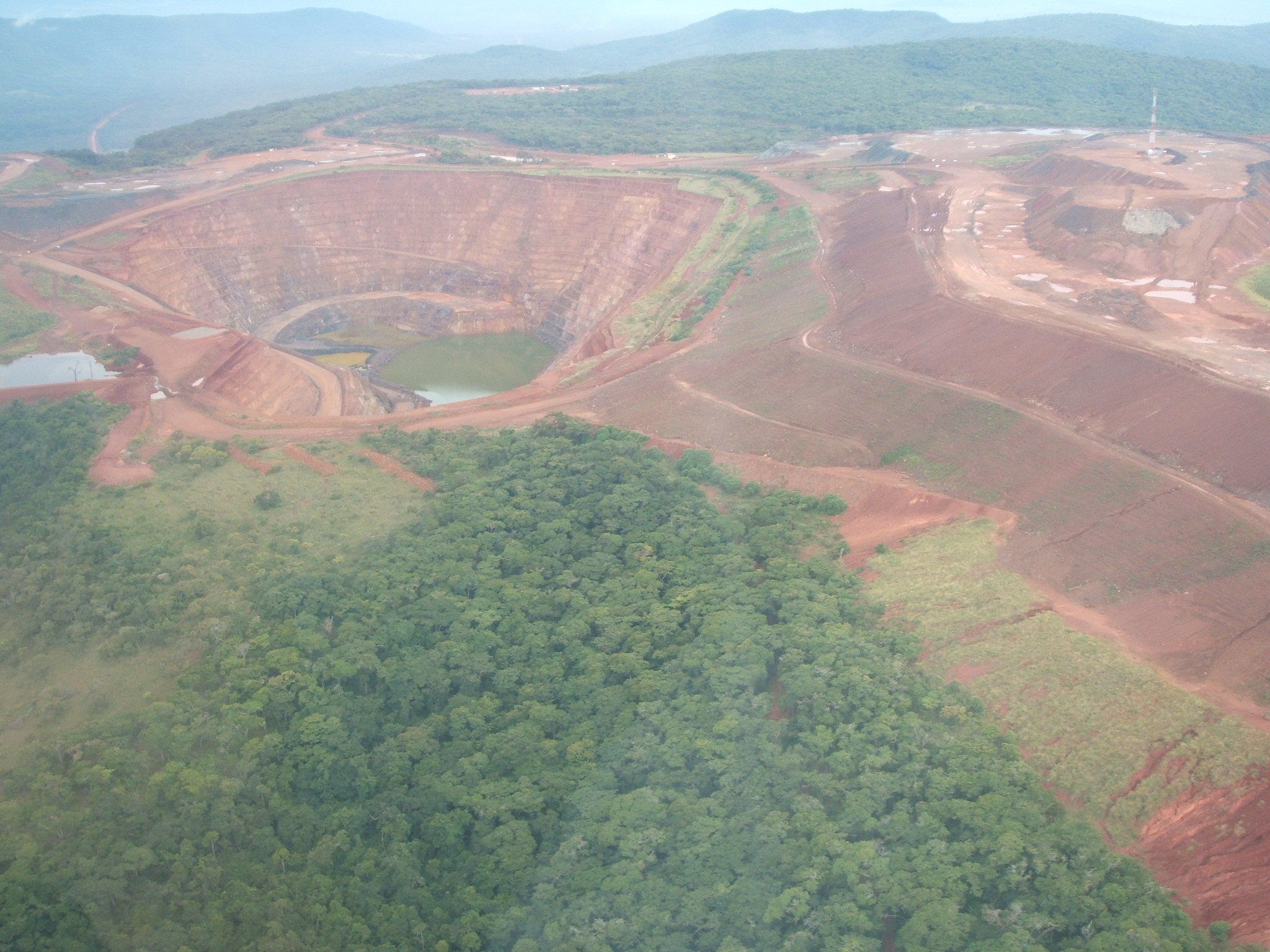
Vista del rajo de la mina de oro de Geita hacia el 2005. Su alta relación de desmonte puede estar justificada por el alto valor de su mena.

Ejemplos de minas con relaciones de desmonte bastante altas y bajas para su rajo final son Geita (oro) en Tanzania con 8:1. y la Yandi (hierro) en Australia con 1:3, respetivamente.

## Ecuaciones principales
Las ecuaciones para la relación de desmonte son, para el carbón:
{\displaystyle {\frac {Desmonte(volumen)}{Carbon(peso)}}}
y para metales:
{\displaystyle {\frac {Desmonte(peso)}{Mineral(peso)}}}
dónde el volúmen se expresa típicamente en m3 y el peso en tonelada métrica.
El índice de desmonte para metales se calcula como,
{\displaystyle {\frac {Relaciondedesmonte}{Leymineralpromedio}}}

## Varaciones
A parte de la consideraciones para el rajo final también es común hacer un análisis de relación de desmonte para las distintas etapas de excavación de la mina, y esta relacion es típicamente más baja al comienzo del ciclo de vida de una mina y va subiendo hasta un punto en el que la operación ya no es rentable. De este análisis se desprende que el cálculo del cambio de la relación de desmonte en produndidad.
{\displaystyle {\frac {\Delta desmonte(peso)}{\Delta mena(peso)}}}
Otro análisis de relación de desmonte es aquel que va por nivel de bancos a explotar (cada banco sule tener una altura de 5 a 15 m).